# Sterilizzazione (igiene)
La sterilizzazione è intesa come il risultato finale di un processo che grazie all'avanzare della tecnologia, tende a garantire la condizione in cui la sopravvivenza dei microrganismi è altamente improbabile. Una popolazione di oggetti è considerata sterile se un oggetto su un milione è contaminato. Un materiale viene definito sterile se il SAL (livello di sicurezza di sterilità) è inferiore a 10−6; cioè quando le probabilità di trovarvi un microrganismo sono inferiori ad una su un milione.
Il processo di sterilizzazione è composto dalle seguenti fasi: trasporto, decontaminazione/disinfezione, detersione e lavaggio, risciacquo, asciugatura, confezionamento, sterilizzazione tramite dispositivo (es. autoclave), tracciabilità, ed infine rimovimentare il materiale sterilizzato nel luogo dal cui è stato prelevato.

## Come agisce
I vari processi distruggono i microrganismi provocando l'alterazione letale di alcuni loro componenti essenziali; in particolare la sterilizzazione determina la denaturazione delle proteine e degli acidi nucleici e la degradazione di componenti della membrana e parete cellulare.

## Quando deve essere praticata

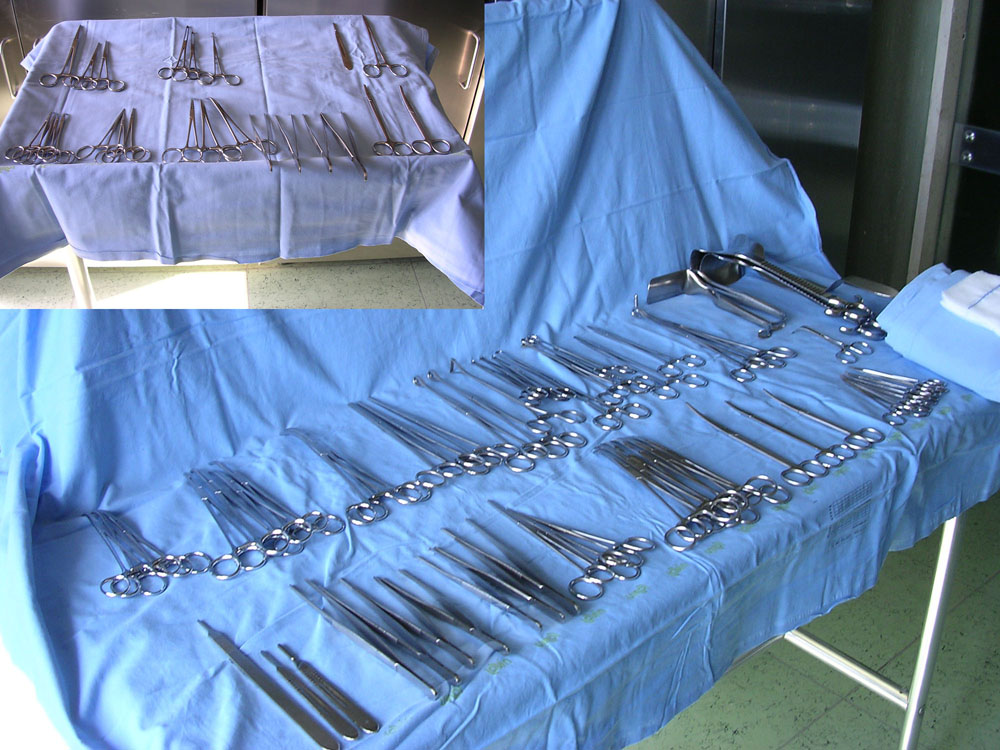
Esempi di ferri chirurgici; ognuno di essi deve essere sterilizzato prima dell'operazione

È necessario sterilizzare: Ai sensi di legge ogni articolo appartenente alla Categoria 1 (Articolo Critici) cioè tutti quegli strumenti e oggetti introdotti nel sangue o in aree del corpo normalmente sterili o che vengono a contatto con cute e mucose non integre necessitano del requisito di sterilità. Questo vale sia per attività chirurgiche che diagnostiche e terapeutiche anche set di somministrazione, siringhe, tubi di drenaggio, soluzioni parenterali, guanti chirurgici, cateteri per angiografia e tutti gli strumenti secondari, teli, camici che entrano in campo operatorio. Per quanto riguarda gli articoli facenti parte della Categoria 2 (Articoli Semi critici) che comprende strumenti e oggetti che vengono a contatto con mucose integre il requisito è la sterilità desiderabile, ma nella gran parte dei casi una disinfezione ad alto livello garantisce, con un ragionevole grado di sicurezza, che l'articolo sia privo di microrganismi patogeni. È fondamentale una corretta conservazione degli oggetti trattati per impedirne la contaminazione.

## Procedure preliminari
In ogni studio deve essere previsto uno “spazio” per le procedure e lo stoccaggio del materiale sterile. Lo “spazio” deve prevedere una distinzione di flusso tra materiale sporco e pulito. I comportamenti degli operatori sanitari in ambito di sterilizzazione sono indicati dalle procedure (D.lgs. 81/08).
Per legge la procedura di sterilizzazione deve essere compiuta garantendo la sicurezza dell'operatore; questo avviene con l'uso di guanti, preferibilmente antigraffio, indumenti protettivi e dispositivi di protezione del volto da schizzi di sostanze contaminate, come le mascherine oro-nasali, occhiali protettivi o meglio schermi protettivi. È importante che il trasporto da un'area all'altra del materiale da sterilizzare debba avvenire mediante griglie o bacinelle in maniera da ridurre il contatto accidentale con l'operatore e con l'ambiente circostante.
Prima della sterilizzazione vera e propria è inoltre disposto di seguire una serie di procedure preventive. Queste procedure hanno lo scopo di proteggere l'operatore, diminuire la carica microbica, rendere l'azione sterilizzante più efficace. È sconsigliabile sciacquare gli strumenti prima della disinfezione in quanto in questo modo si permette una diffusione dei germi, nel lavandino, sul camice ecc.
Queste procedure possono essere riassunte in 5 punti:
1. Decontaminazione
2. Detersione
  1. A mano
  2. Con ultrasuoni
  3. Con termodisinfettore
3. Risciacquo
4. Asciugatura
5. Confezionamento
  1. Manutenzione degli strumenti
  2. Controllo
  3. Imbustamento
  4. Caricamento dell'autoclave

### Decontaminazione/Disinfezione
È sconsigliato il lavaggio del materiale quando ancora è altamente contaminato. Il lavaggio potrebbe portare, a causa degli schizzi, ad una diffusione microbica sulle suppellettili circostanti e aumenta il rischio di contaminazione dell'operatore. Il materiale contaminato deve essere sottoposto ad un ciclo di disinfezione, questo ciclo deve avvenire il più velocemente possibile, prima che si abbiano coagulazioni e incrostazioni del sangue o del siero. La decontaminazione preventiva deve essere eseguita come dispone l'art. 2 del Decreto del Ministero della Sanità dal 28/09/1990, allo scopo di ridurre la carica microbica presente sugli strumenti, rendendo meno rischiosa la manipolazione da parte degli operatori. Essa permette inoltre una rimozione di residui organici presenti sugli strumenti stessi.

### Detersione e lavaggio
Una volta subito il processo di decontaminazione, gli strumenti devono essere lavati con appositi detergenti che eliminino i residui di sporco e le sostanze organiche presenti. Questo processo può essere eseguito:
- A mano: se non è possibile usare macchine apposite la detersione si può effettuare anche manualmente, si usano detergenti e spazzole con manico lungo e scovolini. L'operazione deve essere eseguita sempre sotto getto d'acqua. La temperatura dell'acqua non deve superare i 45 °C per evitare la coagulazione di residui di materiale proteico, in seguito la temperatura può essere portata fino a 95 °C.
- Con ultrasuoni: la detersione con ultrasuoni consente di limitare la manipolazione da parte dell'operatore. Attraverso un processo di cavitazione si ottiene la pulizia anche di zone di difficile accesso quali interstizi o corpi cavi, l'azione della soluzione disinfettante è esaltata inoltre dalla possibilità di innalzare la temperatura. L'azione degli ultrasuoni, del disinfettante e la possibilità di portare lo stesso ad una temperatura ideale di 40-45 °C permettono una disinfezione in soli 15 minuti riducendo dell'80% i tempi necessari. Gli ultrasuoni permettono di riunire la fase di disinfezione e di detersione.
- Con termodisinfettore (o termodisinfettatrice): questo apparecchio consente di riunire la fase di disinfezione, detersione e lavaggio. Esegue un ciclo di 10 minuti a 93 °C con lavaggi di soluzioni detergenti e disinfettanti. Il risciacquo e l'asciugatura sono spesso compresi nel ciclo.

### Risciacquo
Una volta detersi gli strumenti, vanno lavati sotto acqua corrente o meglio acqua sterile, per asportare il disinfettante e il materiale biologico. Bisogna porre molta attenzione nell'evitare di provocare schizzi che potrebbero risultare pericolosi per l'operatore. È sempre consigliato l'uso di occhiali o schermi protettivi.

### Asciugatura
Il materiale deve essere asciugato accuratamente in maniera da garantire la migliore conservazione. È preferibile asciugare con salviette monouso, con teli morbidi e puliti oppure con aria compressa. Durante la fase di asciugatura si deve adempiere sia al controllo macroscopico degli strumenti in maniera da verificare se sussistono residui: in tal caso lo strumento deve ricominciare il ciclo da capo, sia ad una manutenzione degli strumenti che la richiedano. Si segue la lubrificazione di forbici, portaaghi, pinze emostatiche, ecc. La manutenzione di strumenti pungenti o taglienti deve essere fatta invece dopo la sterilizzazione e poi ripetere il ciclo della stessa: questo ha lo scopo di evitare rischi per l'operatore che maneggia strumenti ancora non sterilizzati.

### Confezionamento
Il centro di sterilizzazione dovrebbe prevedere una suddivisione fra settore sporco, pulito e sterile: il settore sporco comprende l'area di ricezione del materiale contaminato, con piani d'appoggio, vaschette di raccoglimento degli strumenti, lavello, eventuali lavatrici o ultrasuoni, ecc. Il settore del pulito ha lo scopo di raccogliere il materiale per prepararlo alla sterilizzazione, ovvero alla manutenzione e al confezionamento; devono essere presenti piani d'appoggio, termosigillatrice, buste, ecc. Il settore sterile è un piano d'appoggio dove il materiale transita prima di essere inviato al magazzino.
- Manutenzione degli strumenti: Prima di procedere al confezionamento si esegue una manutenzione degli strumenti che la richiedano. Si segue la lubrificazione di forbici, portaaghi, pinze emostatiche, ecc.

In questa fase si potrebbe eseguire l'affilatura di strumenti taglienti, ma è sconsigliabile. Conviene sterilizzare gli strumenti, affilarli e sterilizzarli ancora. Il procedimento è più lungo, ma in caso d'incidente nell'affilatura saremo sicuri della sterilità del ferro trattato.
- Controllo: si deve eseguire un ultimo controllo per verificare la presenza di contaminanti, (siero o sangue coagulato, ruggine ecc.). Se si evidenzia la presenza d'impurità gli strumenti devono ricominciare un nuovo ciclo. Gli strumenti si suddividono secondo le esigenze dell'operatore sanitario.
- Imbustamento: per l'imbustamento esistono rotoli di varie misure (qualora s'imbustino oggetti voluminosi - come vassoi o teli - esistono fogli adeguati che vanno usati secondo determinati schemi; la doppia pellicola (Kraft-polipropilene) per l'imbustamento ha un foglio trasparente per riconoscere il contenuto, e la chiusura avviene tramite termosaldatura. L'imbustamento permette di mantenere la sterilità del materiale per un periodo prolungato, di solito 30 giorni, ovviamente se riposti in ambiente asciutto e senza sbalzi di temperatura.
- Tracciatura: ogni busta è dotata d'indicatori di processo (es. Test di Bowie & Dick) e di un'etichetta adesiva sulla quale sono riportati:
  - data di confezionamento e sterilizzazione
  - codice dell'operatore che ha eseguito la sterilizzazione
  - numero progressivo del ciclo
  - numero della macchina sterilizzatrice
  - descrizione dell'articolo, se non visibile
  - unità operativa di provenienza del presidio
  - data di scadenza.

I primi cinque dati rappresentano il numero di lotto; all'apertura della busta l'etichetta è trasferita sulla cartella clinica o sulla scheda operatoria del paziente destinatario dei dispositivi o presidi impiegati.
- Caricamento dell'autoclave: i set sono disposti con la zona cartacea verso l'alto, ben separati, senza sovrapposizione. I pacchi di tessuto sono appoggiati verticalmente l'uno all'altro. Le bacinelle o scatole metalliche una accanto all'altra senza che si tocchino.

## Processi fisici

### Calore

#### Calore secco

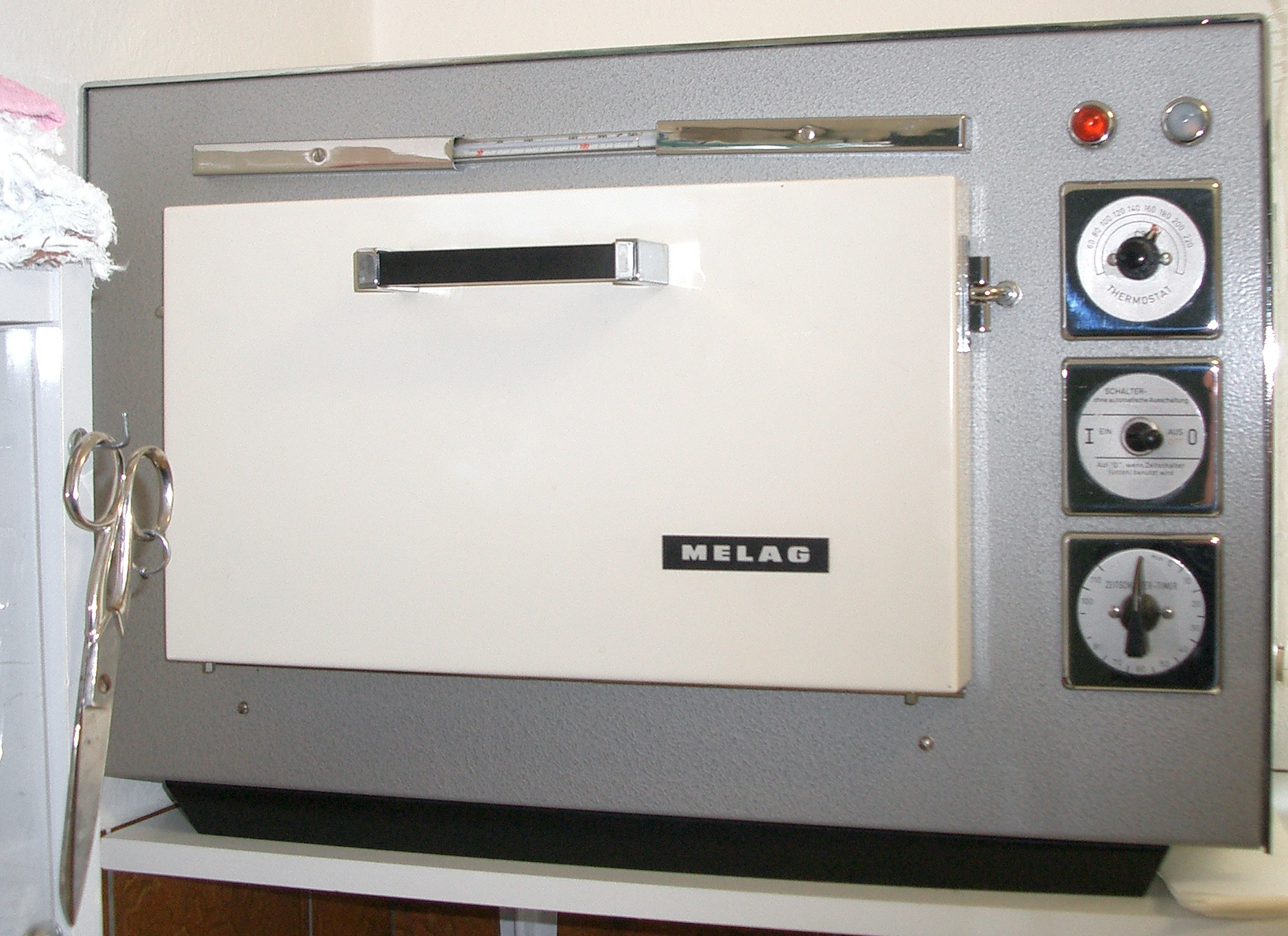
Dry heat sterilisator

La sterilizzazione avviene attraverso il contatto dell'oggetto con aria calda che agisce per ossidazione dei componenti cellulari; sono utilizzate la stufa a secco o il forno Pasteur. In media, per una sterilizzazione completa è necessario che sia raggiunta una temperatura di 160° per un'ora o di 180° per 30 minuti. A questi tempi si devono aggiungere poi i tempi di riscaldamento e raffreddamento che portano un ciclo a 180-240 minuti. È comune uso lasciare aperto lo sportello dell'apparecchio per la sterilizzazione fino a temperature di 80/100°: in questo modo si permette la fuoriuscita dell'eventuale vapore acqueo che si potrebbe creare e che andrebbe a ridurre l'efficienza del processo. È comunque una tecnica ormai in disuso e soppiantata dalla sterilizzazione a vapore, avendo lo svantaggio, a causa delle temperature molto alte, di non poter utilizzare molti materiali termosensibili. Oltre al difetto di tempi tanto lunghi per una routine di sterilizzazione va aggiunto l'impossibilità di verificare l'avvenuta sterilizzazione e il mantenimento nel tempo del risultato raggiunto fino al momento dell'utilizzazione dello stesso, (impossibilità di imbustare).

#### Calore umido

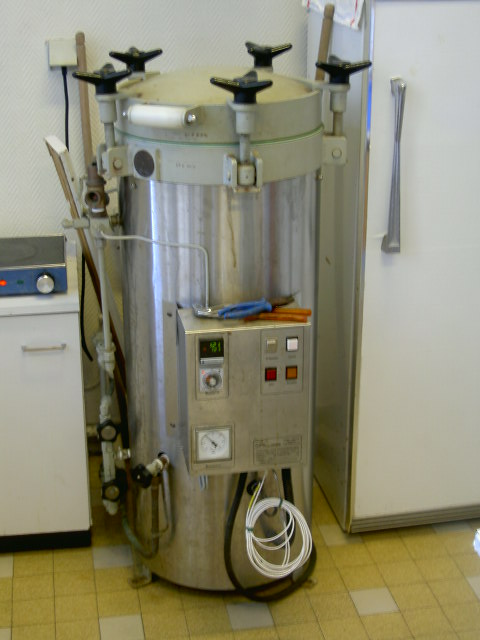
Una tipica autoclave

È una tecnica che sfrutta l'azione del vapore fluente (pentola di Koch) o saturo (autoclave); elimina i microrganismi mediante denaturazione di loro proteine e altre biomolecole. La sterilizzazione mediante autoclave è quella più diffusa, essendo poco costosa e non tossica e data la sua buona capacità di penetrazione.
L'autoclave funziona similarmente ad una pentola a pressione, permette di far bollire l'acqua a temperature più alte. L'acqua bolle a 100 °C alla pressione di 760 mmHg, aumentando la pressione si ottiene che l'acqua vada in ebollizione a temperature superiori, l'autoclave sfrutta questo principio per arrivare a temperature maggiori e quindi ottenere la distruzione dei microbi in tempi più brevi. Il meccanismo di funzionamento è in realtà semplice, da un recipiente ermetico rimuoviamo l'aria, questo permette all'acqua presente di evaporare e dato che il vapore non si può disperdere si determinerà un aumento della pressione all'interno della camera. La presenza di una pressione maggiore determina un aumento della temperatura a cui l'acqua evapora. Perché la sterilizzazione avvenga il vapore deve penetrare in tutte le parti del materiale e starvi in contatto per un certo tempo è quindi importante che non rimangano sacche d'aria. Allo scopo di definire i parametri corretti per raggiungere tale obiettivo la Commissione Tecnica Europea CEN TC WG 5 ha costituito un gruppo di esperti in microbiologia e sterilizzazione e tecnici dei principali fabbricanti delle piccole sterilizzatrici a vapore saturo, per definire i principi atti ad impedire la possibilità di trasmissione delle infezioni. La commissione ha portato alla stesura di un documento siglato prEN 13060 che definisce tre classi di processo di sterilizzazione (spesso chiamato ciclo di sterilizzazione) in relazione alla capacità di sterilizzare e di asciugare vari tipi di carico.
Le tre classi definite nella norma EN13060:2010 sono:
- Type B (B sta per big sterilizers)è un ciclo del tutto simile ai cicli eseguiti dai grandi sterilizzatori ospedalieri permette di sterilizzare e asciugare tutti i tipi di carichi definiti nella norma.
- Type N (N sta per naked) è un ciclo che è in grado di sterilizzare solo strumenti solidi (non cavi) non imbustati, questo tipo di ciclo non permette lo stoccaggio degli strumenti.
- Type S (S sta per specified) è un ciclo tra l'N e il B, il produttore deve dichiarare quali carichi si possono sterilizzare utilizzando quel ciclo e se lo stesso sia in grado o meno di asciugare i carichi specificati.

Le spore di virus e batteri muoiono dopo 30 minuti di esposizione a vapore saturo alla temperatura di 130 gradi. Oltre alla temperatura, è importante il tempo di esposizione e che sia vapore non acqua. Se la temperatura è più alta, è sufficiente un minore tempo di esposizione; per raggiungere temperature più alte con il vapore, occorre alzare la temperatura di ebollizione dell'acqua con una pressione più elevata.
La normativa stabilisce le categorie di carico in base alla difficoltà d'esposizione al vapore saturo. Tali categorie sono:
- a) Solidi, senza spazi cavi.
- b) Cavi tipo A, con spazi cavi profondi e stretti (il cui rapporto diametro/profondità varia da 1/5 a 1/750, secondo la norma UNI EN 13060)[3].
- c) Cavi tipo B, con spazi cavi poco profondi e larghi.
- d) Porosi, ovvero carichi complessi che trattengono aria prima del ciclo e umidità dopo.

I più facili da sterilizzare sono i solidi non confezionati, i più complessi i porosi confezionati. Le classi di autoclavi si differenziano proprio per la capacità di gestire i diversi carichi. Le autoclavi di classe B sono in grado di sterilizzare qualunque tipo di carico, le autoclavi classe N solo i carichi solidi non imbustati, le autoclavi classe S riempiono il vuoto fra la B e la N e deve essere specificato dal costruttore la loro capacità. L'avere acquistato e installato una buona autoclave non garantisce che il ciclo effettuato sia stato veramente efficace. Per essere sicuri dell'efficienza dell'autoclave questa deve essere soggetta a manutenzione regolare e ne va valutata la sua efficacia attraverso appositi test. In un lavoro di Leghista (1996)  si è visto che su 1380 cicli di sterilizzazione sostenuti da tre autoclavi nuove e di buona marca, si sono avuti due cicli non sterilizzanti.

### Radiazioni
I sistemi a radiazioni si dividono in sistemi a radiazioni ionizzanti e non ionizzanti.

#### Radiazioni ultraviolette

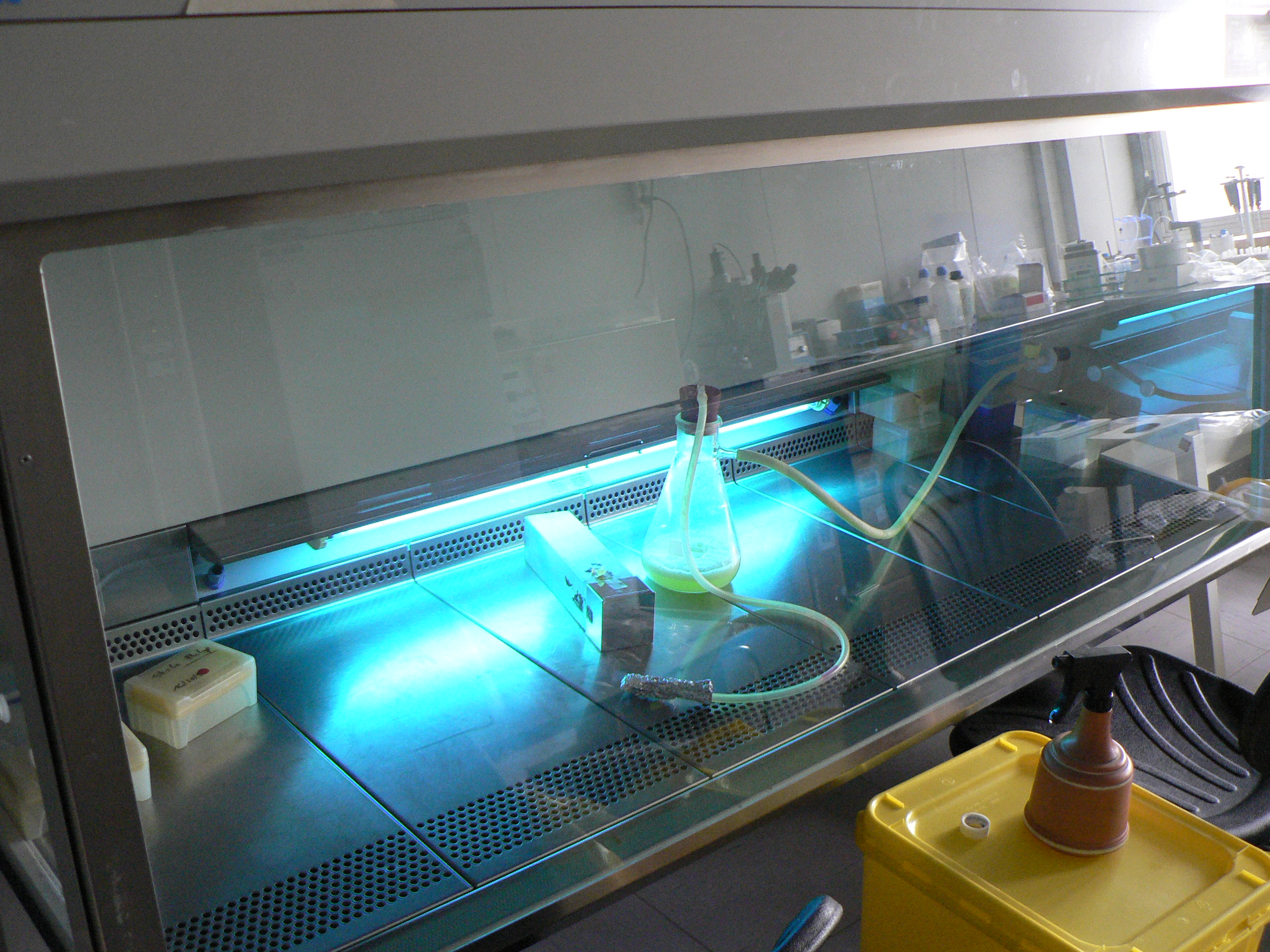
Una lampada agli UV accesa per disinfettare un piano di lavoro, quando questo non è utilizzato

Sistema non ionizzante. I sistemi a raggi ultravioletti non possono essere considerati sterilizzanti, hanno principalmente un'azione batteriostatica, mantenimento di sterilità (antisettico fisico). Sono utilizzate soprattutto per la batteriostaticità dei piani di lavoro o dell'aria sotto cappa. Non hanno grande capacità di penetrazione per questo sono efficaci solo su oggetti non troppo spessi o su liquidi fatti passare attraverso recipienti sottili. Devono essere utilizzate con cautela e a distanza dagli operatori, essendo agenti mutageni e estremamente dannosi per gli occhi. Sono prodotte da lampade a vapori di mercurio.

#### Radiazioni ionizzanti
- Raggi Gamma: si tratta di radiazioni elettromagnetiche prodotte dal Co60 e Cs137 e agiscono denaturando le proteine e mutando gli acidi nucleici. Il materiale da sterilizzare può essere confezionato perché hanno un'elevata penetrazione e non subisce alterazioni poiché l'incremento termico è quasi nullo (<5 °C). Tuttavia queste radiazioni possono comunque danneggiare la superficie, richiedono impianti costosi e possono essere mutagene e cancerogene per gli operatori. Inoltre è necessario introdurre, nel caso di materiali confezionati, un agente antiossidante, che catturi l'ossigeno, poiché in presenza di quest'ultimo le radiazioni possono alterare i polimeri del materiale plastico di confezionamento. Non è possibile sterilizzare Farmaci quali Eparina, Atropina ed Insulina in quanto possono dare reazioni a catena con conseguente cambio di struttura della molecola, che diventa inefficace. Questo metodo è applicato in processi industriali e centri specializzati per la sterilizzazione di forme farmaceutiche in polvere (i liquidi darebbero luogo a reazioni a catena), polimeri, metalli (soprattutto se abbinati a polimeri come nel caso di siringhe).
- Raggi Beta: vengono emessi da un catodo ed accelerati mediante microonde all'interno di una cavità sottovuoto, e per mezzo di magneti, sono indotti a colpire il materiale da sterilizzare. Tecnica utilizzata per prodotti biomedicali, poiché di piccole dimensioni (basso potere penetrante), e per la conservazione di alimenti. La sorgente, al contrario dei Gamma, non è radioattiva.

#### Microonde
Tecnica utilizzata in vari ambiti data la sua praticità d'uso e il basso costo. L'azione dei sistemi a microonde si basa su due effetti, termico e non termico. L'effetto termico deriva dalla capacità di generare rapidissime vibrazioni molecolari determinando un aumento della temperatura alterando le capacità vitali e funzionali dei microrganismi. L'effetto non termico è dovuto all'energia trasportata dalle onde elettromagnetiche che viene trasferita alla materia colpita. Si ha così la trasformazione di alcuni amminoacidi, trasporto di ioni che influenzano il metabolismo, modifica di segnali elettrici, accelerazione della sintesi del DNA alterandone la trascrizione a RNA con conseguenti aberrazioni cromosomiche. Questo effetto è molto importante, si è visto infatti che la riduzione microbica è maggiore se alla stessa temperatura raggiunta sussiste anche un effetto non termico. È compatibile con tutti i materiali, metallo, vetro, plastica, ceramica, gomma, senza alterarne le qualità. Questo è dovuto al fatto che strumenti metallici raggiungano al massimo la temperatura di 74 °C. L'azione sterilizzante si esplica in tempi brevissimi 90-150 sec. Ma la sicurezza è con cicli da 4 minuti.

### Norme Tecniche dei macchinari
Il principale obiettivo della UNI EN ISO13485 è quello di massimizzare la probabilità che le organizzazioni che operano nel settore dei dispositivi soddisfino i requisiti di legge relativi alla gestione della qualità esistenti a livello mondiale. La norma è basata sul QMS (Quality Management System) richiamato dai regolamenti applicati ai dispositivi nel mondo e si ispira ai requisiti contenuti nella UNI EN ISO 9001:2000 “Sistemi di gestione per la qualità -Requisiti”.
I principali aspetti da considerare per la ISO 13485 e la ISO 9001:
- Obiettivo principale della norma ISO 13485 è di facilitare l’armonizzazione dei requisiti regolamentari dei Dispositivi Medici per il QMS.

- Conseguentemente, essa include alcuni requisiti particolari per i dispositivi medici ed esclude alcuni dei requisiti della norma ISO 9001 che non sono appropriati come requisiti regolamentari e include richieste specifiche del prodotto e di documentazione più rigorosi.

- La ISO 13485 richiede procedure di gestione del rischio per tutte le fasi della realizzazione del prodotto, formazione e supervisione del personale, specifiche del sito di produzione, la prevenzione della contaminazione. La valutazione clinica deve essere effettuata come parte della progettazione e dello sviluppo di valutazione in linea con i requisiti normativi.

- La ISO 9001 è trasversale a tutti i settori, specifica sulla gestione generale dell’azienda con aspetti finanziari rilevanti come la riduzione della fideiussione in ambito di gara nazionale.

- I fabbricanti di dispositivi non possono prescindere dalla 13485, tuttavia la 9001, pur non essendo obbligatoria per la commercializzazione dei dispositivi, potrebbe rappresentare un possibile vantaggio in sede di gara. Le organizzazioni devono investire tempo e denaro se vogliono mantenere la loro certificazione ISO 9001 quando si aggiorna la ISO 13485: 2016. È una scelta dell’organizzazione decidere se mantenere la certificazione ISO 9001 oppure no.

L’obbligatorietà della ISO 9001 è legata alla riduzione del 50% della fideiussione da presentare in fase di gara. Infatti, il Nuovo Codice Appalti (Decreto Legislativo 50/2016 - link) prevede all’articolo 93 meccanismi di riduzione dell’importo delle fideiussioni per gli operatori economici in possesso di dette certificazioni.
La norma EN ISO 13849-1 definisce le parti di un sistema di controllo di una macchina che servono per realizzare le funzioni di sicurezza come parti del sistema di controllo relative alla sicurezza (Safety-Related Parts of Control Systems – SRP/CSs). Tali parti possono essere integrate nel sistema di controllo della macchina o esserne separate. Oltre a realizzare le funzioni di sicurezza, tali parti possono essere utilizzate per realizzare funzioni operative. Per aiutare il progettista e semplificare la valutazione del livello prestazionale (PL) raggiunto, la EN ISO 13849-1 usa un metodo basato sulle Categorie, ovvero su strutture/architetture del sistema di controllo determinate o meglio “designate”, che utilizzano specifici criteri di progetto e hanno specifici comportamenti in caso di guasto. Come già accennato la ISO 13849-1 stabilisce i requisiti per il progetto e la realizzazione dei sistemi di controllo relativi alla sicurezza delle macchine per tutte le tecnologie. Per la sola tecnologia elettrica ed elettronica programmabile lo stesso compito viene svolto dalla norma IEC 62061. La EN ISO 13849-1 fornisce i requisiti di sicurezza e una guida alla progettazione e all’integrazione di parti del sistema di controllo relative alla sicurezza (SRP/CS), inclusa la progettazione del software. Per le SRP/CS sono specificate le caratteristiche e il livello di prestazione richiesto (PLr) per realizzare la funzione di sicurezza. La norma si applica a tali parti indipendentemente dal tipo di tecnologia ed energia usati (elettrica, idraulica, pneumatica, meccanica) per qualsiasi livello di complessità.

## Processi chimici

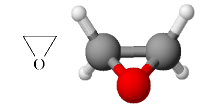
La formula di struttura e il modello molecolare dell'ossido di etilene

I mezzi chimici attualmente in uso per la sterilizzazione sono l'acido peracetico, l'ossido di etilene (o etossido, EtO) ed il gas plasma (gel)  di perossido di idrogeno. Altri mezzi chimici usati in passato sono la glutaraldeide, accertato cancerogeno, e la formaldeide, il cui uso è stato fortemente limitato per legge avendo mostrato indizi di essere anch'essa un agente cancerogeno.

### Acido peracetico
Data la pericolosità l'acido peracetico è usato limitatamente alla sterilizzazione a bassa temperatura di strumenti termosensibili, immergibili e sterilizzabili come sonde per l'endoscopia (gastroduodnoscopia, colonscopia, broncoscopia): veloce e sicuro (purché siano garantiti tempi di contatto di almeno 20 minuti), è pericoloso da gestire perché estremamente irritante, corrosivo e potenzialmente esplosivo (se portato ad alte temperature).

### Ossido di etilene
L'ossido di etilene (ETO o EO) è un etere ciclico e, a temperatura ambiente, si trasforma in gas. Da solo è altamente infiammabile e quando miscelato con aria è altamente esplosivo; miscelato invece con gas inerti, come anidride carbonica o uno o più idrocarburi fluorurati (Freon), in determinate proporzioni, diventa non infiammabile e sicuro da maneggiare.
La miscela di gas utilizzata solitamente nei processi di sterilizzazione penetra rapidamente e in profondità materiali come plastica, prodotti microporosi, involucri di carta e cartone. Viene rimosso al termine del processo semplicemente mediante esposizione all'aria nelle cosiddette camere di Degasaggio o direttamente in autoclave grazie al ricircolo forzato dell'aria. È chimicamente inerte per la maggior parte dei materiali solidi; il suo meccanismo di azione è basato sulla reazione di alchilazione dei gruppi funzionali delle proteine dei microorganismi, che ne influenza il processo riproduttivo con conseguenze letali.
Questo metodo di sterilizzazione garantisce quindi la completa inattività di virus e batteri distruggendone il DNA e inibendone la riproduzione.
La sterilizzazione con ossido di etilene, tecnica oramai utilizzata da svariati decenni in tutto il mondo, avviene mediante il processo in autoclave, macchine simili a quelle per la sterilizzazione con calore umido, in cui viene tenuta sotto controllo la concentrazione del gas, la temperatura e l'umidità relativa. Il materiale da sterilizzare è introdotto nella camera, precedentemente riscaldata a 55 °C e posto sottovuoto. Successivamente viene introdotto vapore per ottenere un’umidità del 50-60% per un periodo di incubazione di circa 60 minuti. Successivamente viene introdotta la miscela di ossido di etilene e CO2 e la sua concentrazione viene mantenuta durante tutto il periodo di esposizione. Dopo un tempo che varia dalle 6 alle 24 ore, in funzione del grado di contaminazione e permeabilità del materiale da trattare, la miscela di ossido di etilene viene rimossa ed è ripristinata la pressione atmosferica mediante aria filtrata, introdotta nella camera al termine del ciclo di sterilizzazione mediante delle pompe.
Alcuni materiali, come la gomma, certi tipi di plastica e di pelle, hanno forte affinità con l'ossido di etilene e possono richiedere una aerazione prolungata, da 12 a 24 ore, prima che questo materiale possa essere utilizzato con sicurezza.
La sterilizzazione dei prodotti farmaceutici con ossido di etilene riguarda principalmente i presidi medico-chirurgici: il gas può penetrare attraverso gli involucri, per esempio viene utilizzato per la sterilizzazione di aghi, siringhe di plastica e numerosi altri materiali confezionati e distribuiti in involucri di carta o di plastica. Questo metodo di sterilizzazione è particolarmente efficace per il trattamento di grandi quantità di merce imballata e disposta su pallet: la miscela di gas penetra in profondità la merce che, in questo modo, subisce l’intero processo senza manomissioni.
Il processo che riguarda la sterilizzazione mediante l’uso di un gas come l’ossido di etilene può prevedere anche l’utilizzo di:
- Una camera di precondizionamento, fondamentale per la preparazione della merce al processo;
- Una camera di degasaggio, usata invece per lo smaltimento dei residui di gas post sterilizzazione.

L'EO è incluso nella Legislazione dei gas tossici; la sua detenzione e il suo utilizzo sono regolamentati dal RD 147 del 1927 e dalle circolari del Ministero della Sanità del 1981 e del 1983.

### Perossido d'idrogeno

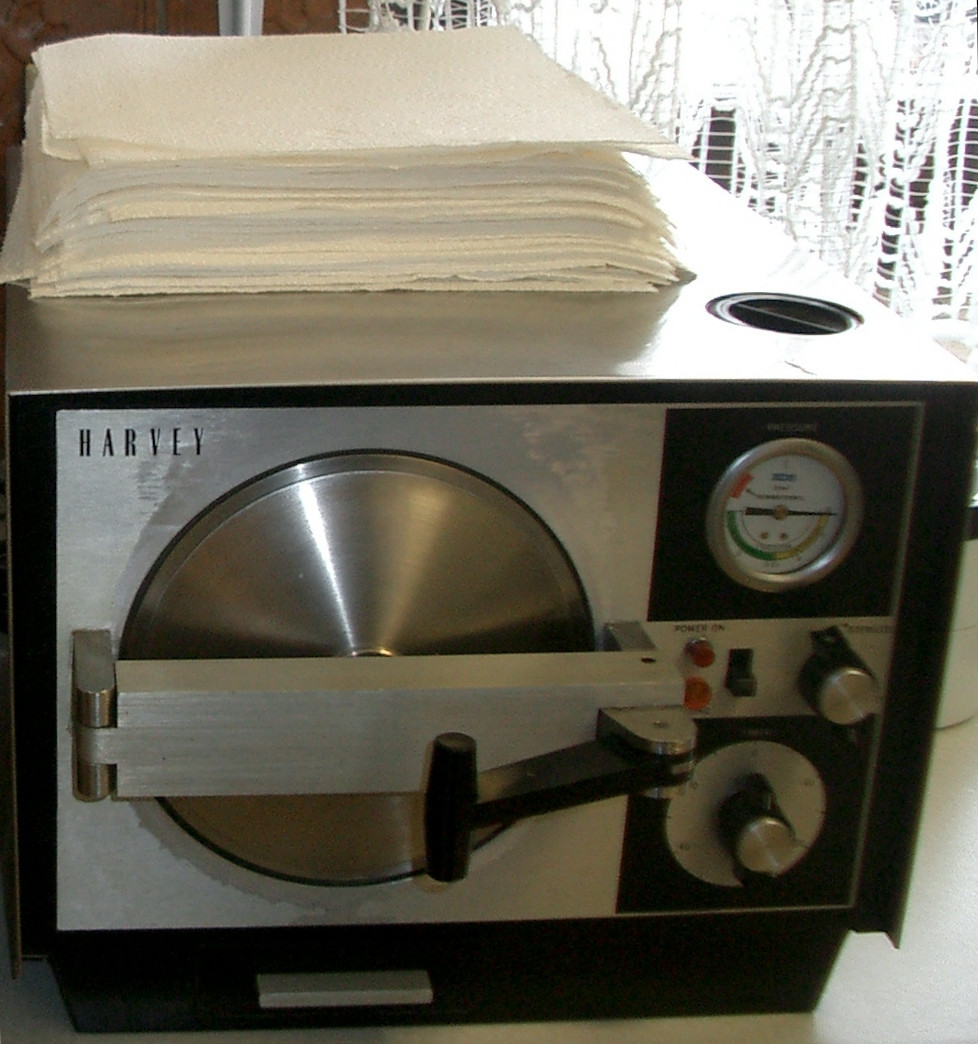
Chemiclav

Il gas plasma rappresenta una delle tecniche più recenti per la sterilizzazione: l'esposizione del perossido di idrogeno allo stato gassoso ad un forte campo elettrico porta il perossido allo stato di plasma (gel) strappandone gli elettroni e generando radicali liberi. I radicali, estremamente ossidanti, hanno capacità germicida e danneggiano in modo irreversibile le membrane cellulari. I macchinari per la sterilizzazione con questo metodo hanno un costo estremamente elevato ma presentano alcuni vantaggi: si può preservare la sterilità fino a 12 mesi; il processo non rilascia sostanze tossiche sui materiali trattati (generando solo acqua e ossigeno); la temperatura operativa molto bassa, intorno ai 40-45 °C e la sterilizzazione può essere applicata su vari materiali, tranne alcune stoffe, composti e materiali porosi in grado di assorbire il perossido. A differenza della sterilizzazione con ossido di etilene, il processo non può avvenire con la merce già imballata ma deve essere imbustata singolarmente in particolari contenitori studiati appositamente per essere penetrati dal perossido di idrogeno.